# Hamèye Founè Mahalmadane
Hamèye Founé Mahalmadane (Gao, 1957) es un magistrado y político maliense. En 2012 ocupó el puesto de Ministro de Deportes y Juventud en varios gobiernos.

## Trayectoria
Hamèye Founé Mahalmadane, realizó un posgrado en derecho ambiental internacional de la Universidad de Limoges (Francia), es sucesivamente auditor judicial en el Centro Nacional de Formación de Magistrados y en el Tribunal de Primera Instancia de Kayes de 1983 a 1985, entonces presidente del Tribunal de Primera Instancia de la Comuna IV de Bamako; Presidente del Tribunal de Primera Instancia de la Comuna V de Bamako; Juez de paz de Bankass con jurisdicción ampliada; 3 juez de instrucción del tribunal de primera instancia de Bamako y jefe de sección de "Estudios y programación" en la Dirección Nacional de Servicios Judiciales y asesor del Tribunal de Apelación de Bamako.
Presidió el Sindicato Autónomo del Poder Judicial y posteriormente, desde 2006 el Sindicato Libre del Poder Judicial.
Aficionado al fútbol, ha sido árbitro de fútbol y desde 2009 es miembro del comité ejecutivo de la Federación de Fútbol de Malí.
El 25 de marzo de 2012 fue nombrado Ministro de Deportes en el primer gobierno de Cheick Modibo Diarra  y más tarde Ministro de Juventud y Deportes el 20 de agosto de 2012 en el segundo gobierno de Cheick Modibo Diarra. El 15 de diciembre de 2012 fue reelegido para este cargo en el Gobierno de Diango Cissoko.